# Єпархія Кібіри
Кібірська єпархія (лат.: Dioecesis Cibyratensis) — закрита кафедра Константинопольського патріархату та титулярна кафедра католицької церкви.

## Історія
Кібіра, ідентифікована з Хорзумом (Корзуном) у сучасній Туреччині, є стародавнім єпископським престолом римської провінції Карія в цивільній єпархії Азії. Вона входила до Константинопольського патріархату і була суфраганкою Ставрополійської архиєпархії.
Єпархія зафіксована в Notitiae Episcopatuum Константинопольського патріархату до ХІІ століття.
Є кілька відомих єпископів цього стародавнього єпископського престолу, які брали участь у Вселенських соборах першого християнського тисячоліття: Летодор на першому Нікейському соборі, Леонтій на першому Константинопольському соборі, Апелл на Ефеському соборі, Еразм на другому Константинопольському соборі, Павло на соборі в Трулло, Григорій на другому Нікейському соборі  і Стефан на Константинопольському соборі 869-870 рр., під час якого він відмовився від підтримки, яку надав на Фотія проти Константинопольського патріарха Ігнатія I. Сфрагістика повернула імена двох єпископів, Василія і Прокопія, які жили між ІХ і Х століттями.
З ХІХ століття Кібіру зараховують до титульних єпископських престолів Католицької Церкви; місце було вакантним з 6 липня 1965 року. Останнім його власником був Клеменс П. Чабукасанша, єпископ -помічник форту Розбері в Замбії.

## Хронотаксис

### Грецькі єпископи
- Летодор † (згадується в 325 р.)
- Леонтій † (згадується в 381 р.)
- Апелл † (згадується в 431 р.)
- Еразм † (згадується в 553 р.)
- Павло † (згадується в 692 р.)
- Григорій † (згадка 787 р.)
- Стефан † (згадується 869 р.)
- Василій † (друга половина ІХ ст.)
- Прокопій † (Х ст.) [8]

### Титулярні єпископи
- Річард Фелан † (12 травня 1885 — 7 грудня 1889 змінив єпископа Піттсбурга)
- Томас Френсіс Лілліс † (14 березня 1910 — 21 лютого 1913, змінив єпископа Канзас-Сіті)
- Сигізмунд Вайц † (9 травня 1913 — 17 грудня 1934 затверджений архієпископ Зальцбурга)
- Альберт Марія Фукс † (помер 13 липня 1935 - 8 квітня 1944)
- Адольф Болте † (22 лютого 1945 — 30 червня 1959 призначений єпископом Фульди)
- П'єр Джорджіо Чіапперо, OFM † (31 серпня 1959 - 15 липня 1963 помер)
- Клеменс П. Чабукасанша † (13 вересня 1963 — 6 липня 1965 призначений єпископом Касами)

## Зовнішні посилання
- (англ.) La sede titolare nel sito di www.catholic-hierarchy.org
- (англ.) La sede titolare nel sito di www.gcatholic.org